# Litoria megalops
Litoria megalops är en groddjursart som beskrevs av Richards och Djoko Iskandar 2006. Litoria megalops ingår i släktet Litoria och familjen lövgrodor. IUCN kategoriserar arten globalt som otillräckligt studerad. Inga underarter finns listade i Catalogue of Life.